# God kreditgivningssed
God kreditgivningssed innebär enligt Konsumentverkets författning KOVFS 2004:6 att en näringsidkare i sitt förhållande till konsumenten bör ta till vara konsumentens intressen med tillbörlig omsorg bland annat genom att agera med utgångspunkt från att kreditavtal kan ha stor betydelse för den enskildes ekonomiska förhållanden.
- Ett bolag har vid marknadsföring av konsumentkrediter via radio, TV och internet använt formuleringar som innehållit budskapet att krediten kan erhållas snabbt. Radioreklamen har ansetts strida mot god kreditgivningssed och därmed också vara otillbörlig enligt marknadsföringslagen bland annat eftersom bolaget där framhållit möjligheten till snabb kredit som ett avgörande argument i förhållande till övriga kreditvillkor.[2]

- Ett lån har jämkats med stöd av 36 § avtalslagen då långivaren inte ansetts ha iakttagit god kreditgivningssed när en 18-årig flicka fått låna 30 000 kr för att hon och hennes arbetslösa föräldrar skulle kunna bo kvar i föräldrarnas hus enligt 5 § konsumentkreditlagen.[3]

- Ett bolag har vid marknadsföringen av ett kontokort i annonser använt formuleringar med budskapet att innehavare av kortet redan "idag" eller "ikväll" kan köpa vissa produkter. Bolaget har vidare använt en reklamfilm i vilken ett liknande budskap har framförts. Marknadsföringen, som inte ansetts strida mot god kreditgivningssed, har inte befunnits otillbörlig enligt marknadsföringslagen.[4]

- Ett bolag har vid marknadsföring av blancolån, som är en konsumentkredit, i annons använt bland annat uttrycket "Besked inom 30 sekunder". Marknadsdomstolen har funnit att innehållet i annonsen, särskilt uttrycket "Besked inom 30 sekunder inte kan anses locka till oöverlagd konsumtion på sätt som KO påstått, och att helhetsintrycket av annonsen närmast torde vara att en konsument mycket snabbt kan få ett lånebesked av bolaget. Annonsen framhäver således inte någon möjlighet till snabb kredit, utan möjlighet till ett snabbt besked. Marknadsföringen, som inte ansetts strida mot god kreditgivningssed, har inte befunnits otillbörlig enligt marknadsföringslagen.[5]